# Іллінці
Іллінці́ — місто в Україні, центр Іллінецької міської територіальної громади Вінницького району Вінницької області.
За даними Державної служби статистики України, на 1 січня 2022 року населення Іллінців становило 11 095 мешканців. На початок 2024 року населення становило 10 405 мешканців. Наразі місто демонструє стрімкий розвиток, має сильну економіку, та показує економічне зростання серед міст Вінниччини.

## Географія
Знаходиться на етнографічній межі Східного Поділля і Наддніпрянщини в низинній місцевості при злитті річок В'язовиці та Собка, котрі тут впадають у річку Соб.
Неподалік від міста розташований Іллінецький метеоритний кратер.

## Історія

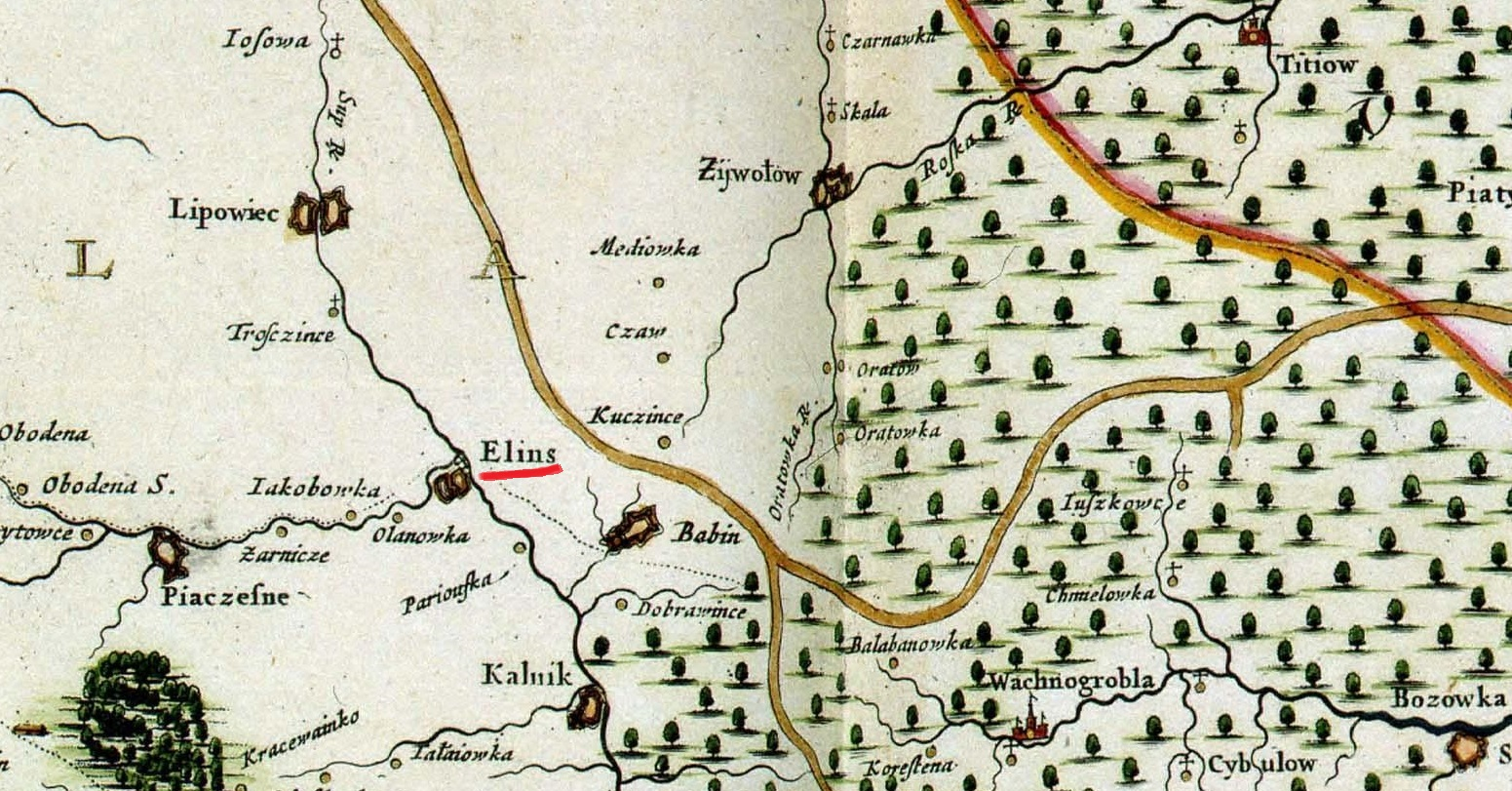
Іллінці на карті Боплана 1648 р. Позначено як «Elins»

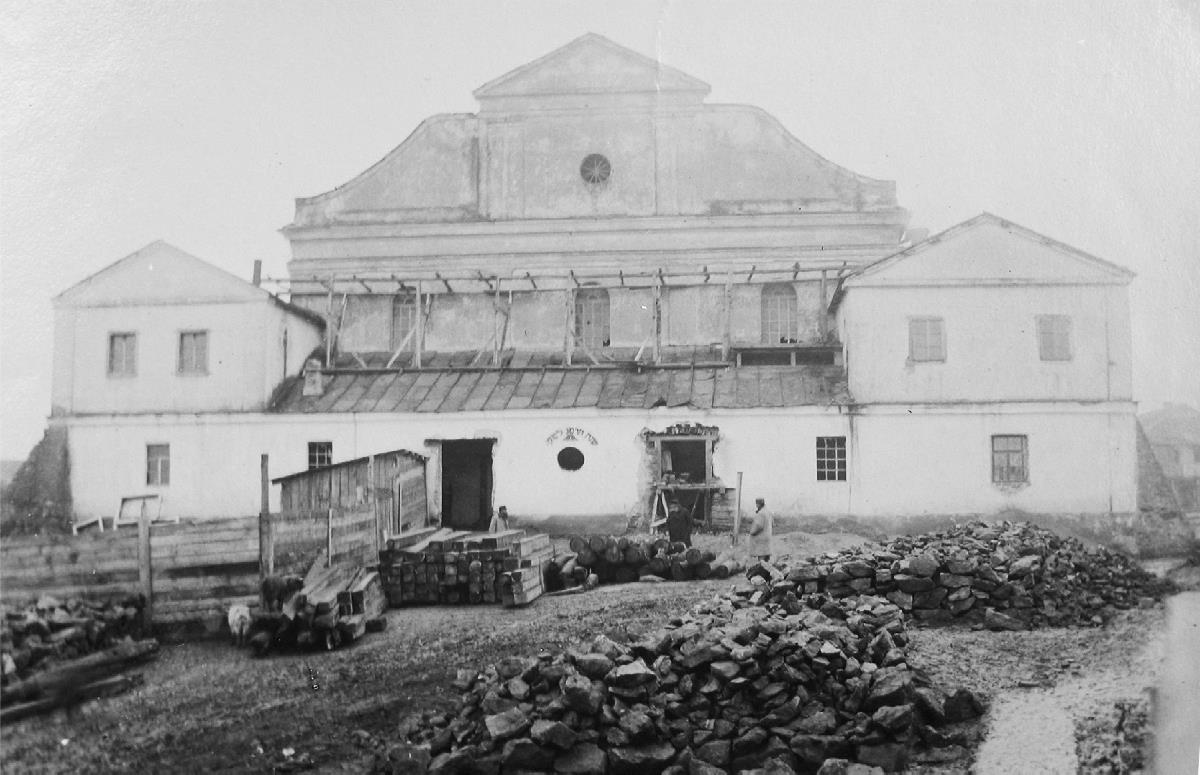
Велика синагога в Іллінцях, побудована наприкінці 18 ст.

Дата заснування Іллінців як поселення починається у 1391 році, але територія нинішніх Іллінців була заселена осілим населенням близько двох тисяч років тому. В околицях міста збереглися добре помітні залишки скіфських курганів (IV-III ст. до н. е.), досліджено залишки слов'янського селища — одну з найдревніших археологічних пам'яток V століття н. е., де знайдено рештки залізоплавильних печей, житла з кам'яними печами.
Перша письмова згадка — XIV століття. Зафіксована 9 червня 1391 року. 
У період XIV—XV ст. тутешнє поселення згадується уже як досить великий, незалежно збудований населений пункт, який король польський Казимир IV Ягеллончик у 1448 році дарує своєму вельможі Менку за ратні подвиги. У цей час поселення називали Линці.
Про Іллінці не раз знаходимо згадки в історичних документах пізнішого періоду, особливо часів Визвольної війни українського народу XVII століття.
Багато видатних діячів визвольного руху українського народу проти турецько-татарських та польсько-шляхетських поневолювачів побували в Іллінцях. Так, у 1650-1651 роках іллінецького сотника Івана Туровця неодноразово відвідував тогочасний кальницький полковник Іван Богун — талановитий полководець, соратник Богдана Хмельницького. А 18 вересня 1655 року та 17 травня 1656 року в місті зупинявся сам гетьман України. Частим гостем Іллінецької сотні (1659, 1661, 1671 роки) був Іван Сірко, який згодом став знаменитим кошовим отаманом Запорізької Січі.
Привілеєм від 22 жовтня 1757 р. король Август III офіційно надав Іллінцям магдебурзьке право, а також герб із зображенням «золотого лебедя з шістьма лебеденятами на срібному тлі». Герб, очевидно, характеризував місто як «родове гніздо» тогочасної власниці Іллінців — княгині Барбари Санґушкової, уродженої Дунін, предки якої мали в гербі зображення лебедя.
Із середини XIX ст. населення Іллінців стало швидко зростати, і в 60-х роках тут проживало майже сім тисяч осіб.
В Іллінцях 1801 року народилися і провели дитинство відомі поети, представники так званої української школи в Польській літературі Тимко Падура і Северин Гощинський.

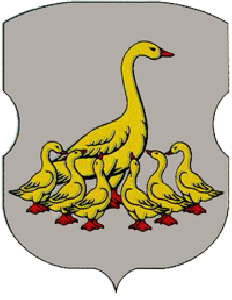
Герб Іллінців 1757 року

З 1818 року в Іллінцях знаходився штаб В'ятського полку російських військ, яким з 1821 по 1825 рік командував Павло Пестель — керівник Південного товариства декабристів.
Після скасування кріпацтва в місті почали діяти церковнопарафіяльні школи. 1881 року тут засновано сільське двокласне училище, його першою попечителькою була власниця Іллінецького маєтку княгиня О. П. Демидова-Сан Донато. Із 1882 року в Іллінцях працює лікарня.
Починаючи з 1866 року, коли Іллінці стали волосним центром Липовецького повіту Київської губернії, місто почало активно розширюватись. У 1900 році нараховували близько 5 тисяч жителів (в основному євреїв). А з передмістями населення Іллінець становило 9400 жителів. У 1875 році власниця маєтку Демидова-Сан Донато збудувала цукровий завод.
У грудні 1917 року в місті була встановлена радянська окупація, у березні 1918 місто зайняли війська кайзерівської Німеччини, у травні 1919 року війська генерала Денікіна, а у 1920 році — знову совєти.
Відповідно до нового адміністративного поділу у 1923 році Іллінці стають райцентром Бердичівської округи, з 1925 — райцентром Вінницької округи, з 1932 райцентром Вінницької області.
Під час організованого радянською владою Голодомору 1932—1933 років померло щонайменше 204 жителі міста.
23 липня 1941 року селище було окуповане німецькими військами, майже 3 роки тривала окупація. Діяло гетто, куди нацистами насильно зганялися євреї для компактного мешкання. За цей час в Іллінцях було розстріляно 2489 євреїв. Радянські війська зайняли місто в березні 1944 року. У цьому процесі брали участь партизани 2-ї партизанської бригади, яка базувалась у Шабелянському лісі.
1 грудня 1986 року Іллінцям Верховною радою УРСР, було надано статус міста районного значення.
24 серпня 1991 року місто входить до складу незалежної України.
31 травня 2016 року шляхом об'єднання Іллінецької міської ради та Василівської, Жаданівської, Жорницької, Красненьківської, Павлівської, Хрінівської, Якубівської сільських рад місто Іллінці стає адміністративним центром міської громади.

## Пам'ятки архітектури

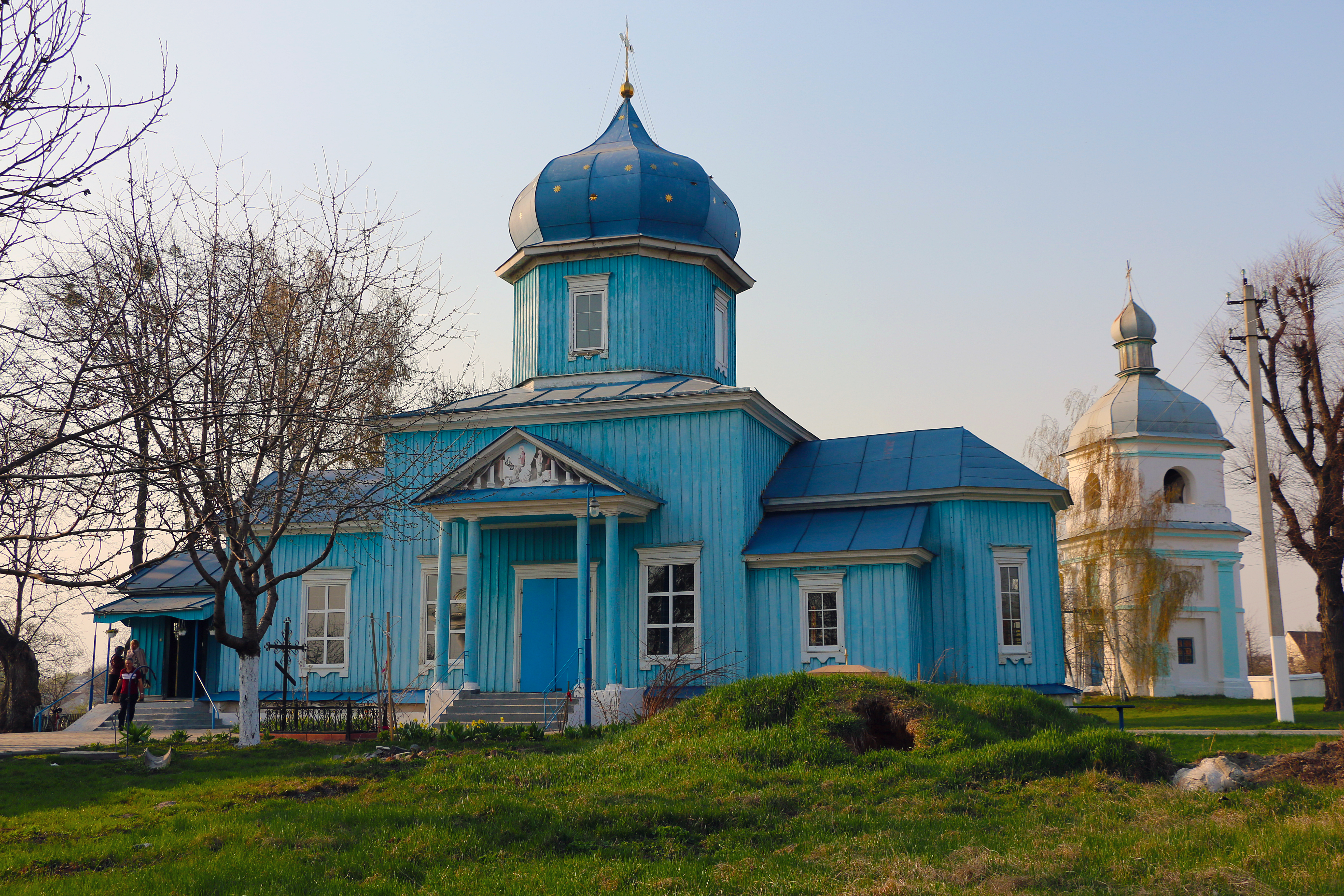
Церква Різдва Богородиці
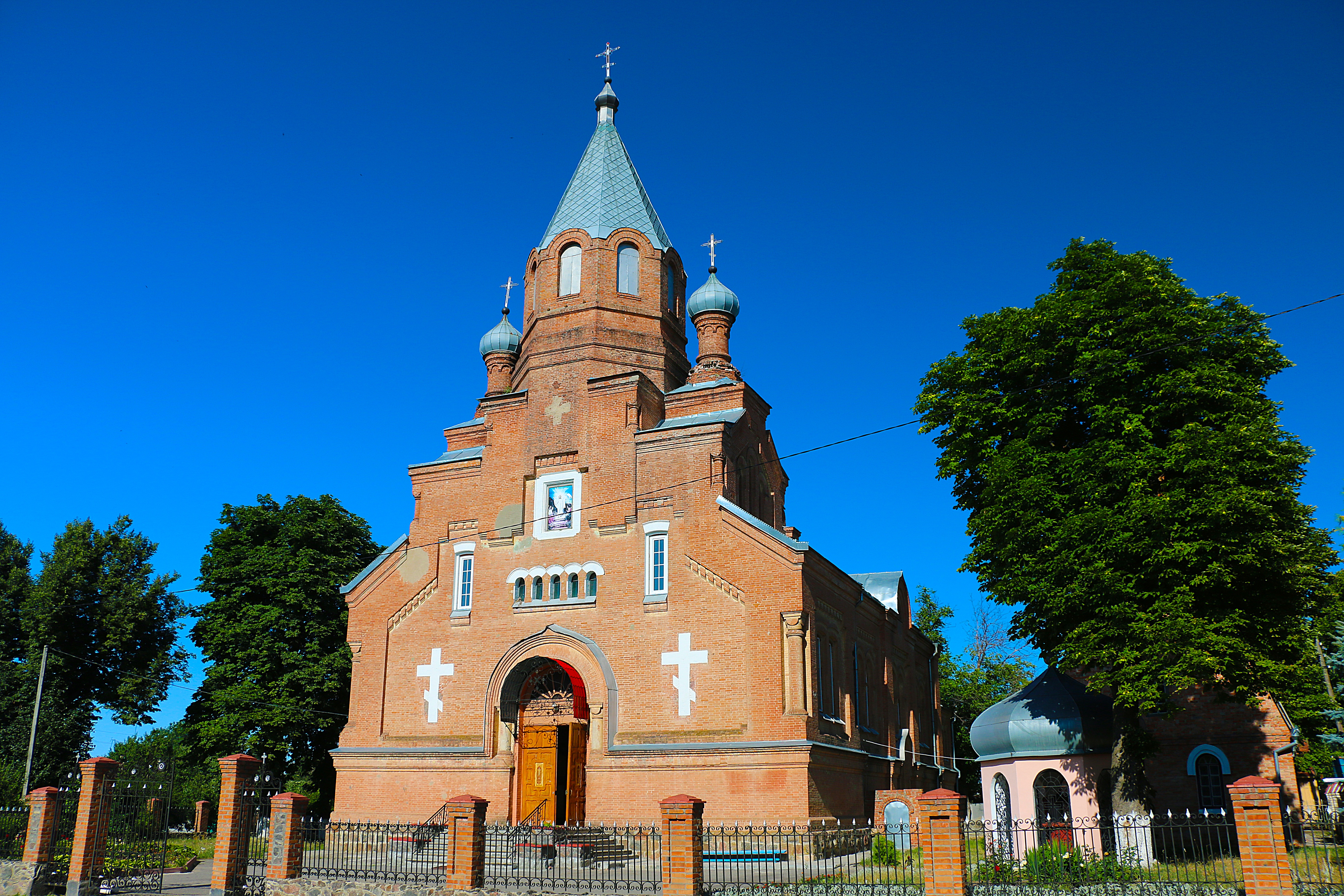
Свято-Воскресенський собор
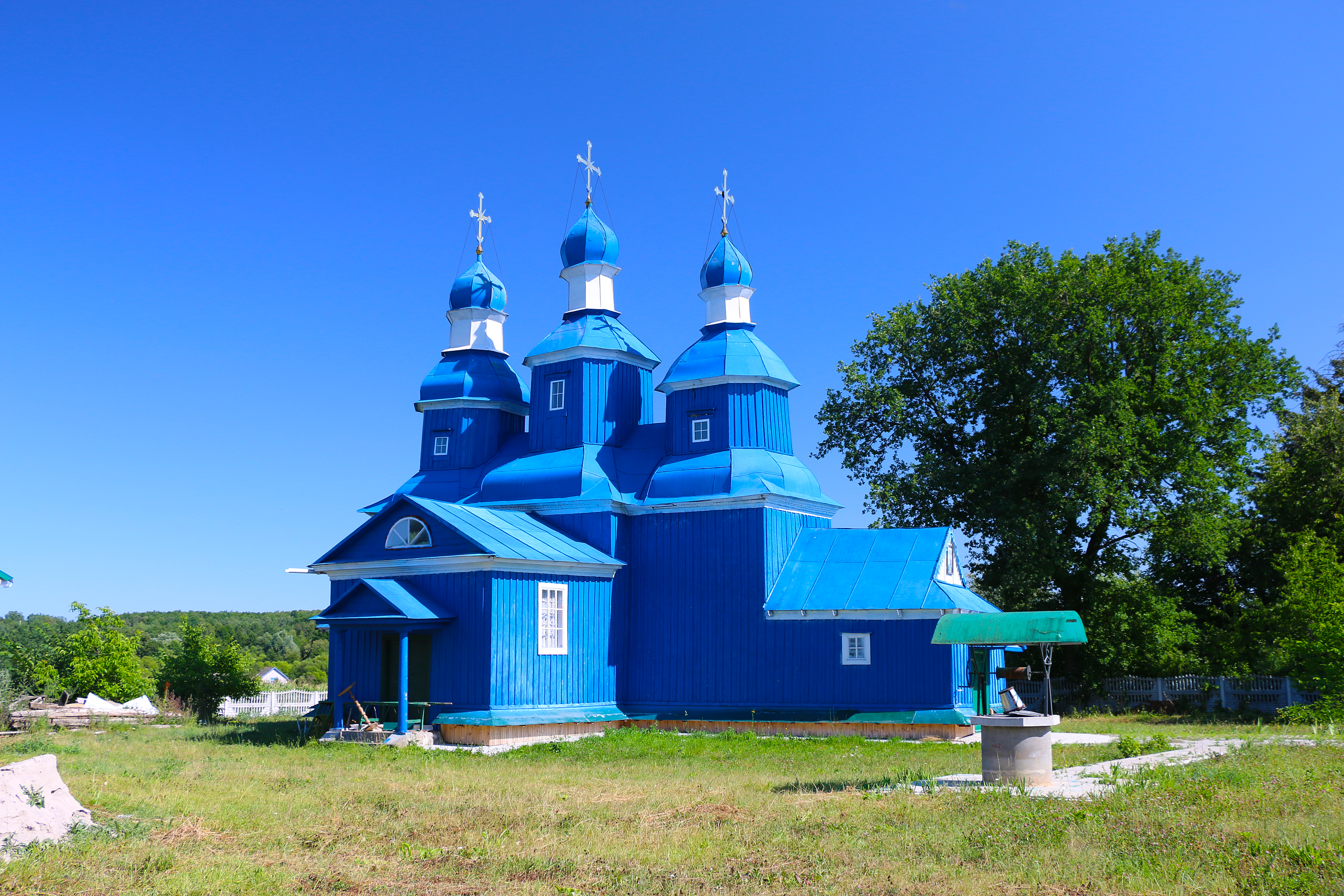
Миколаївська церква с.Борисівка (Іллінецька міська рада)
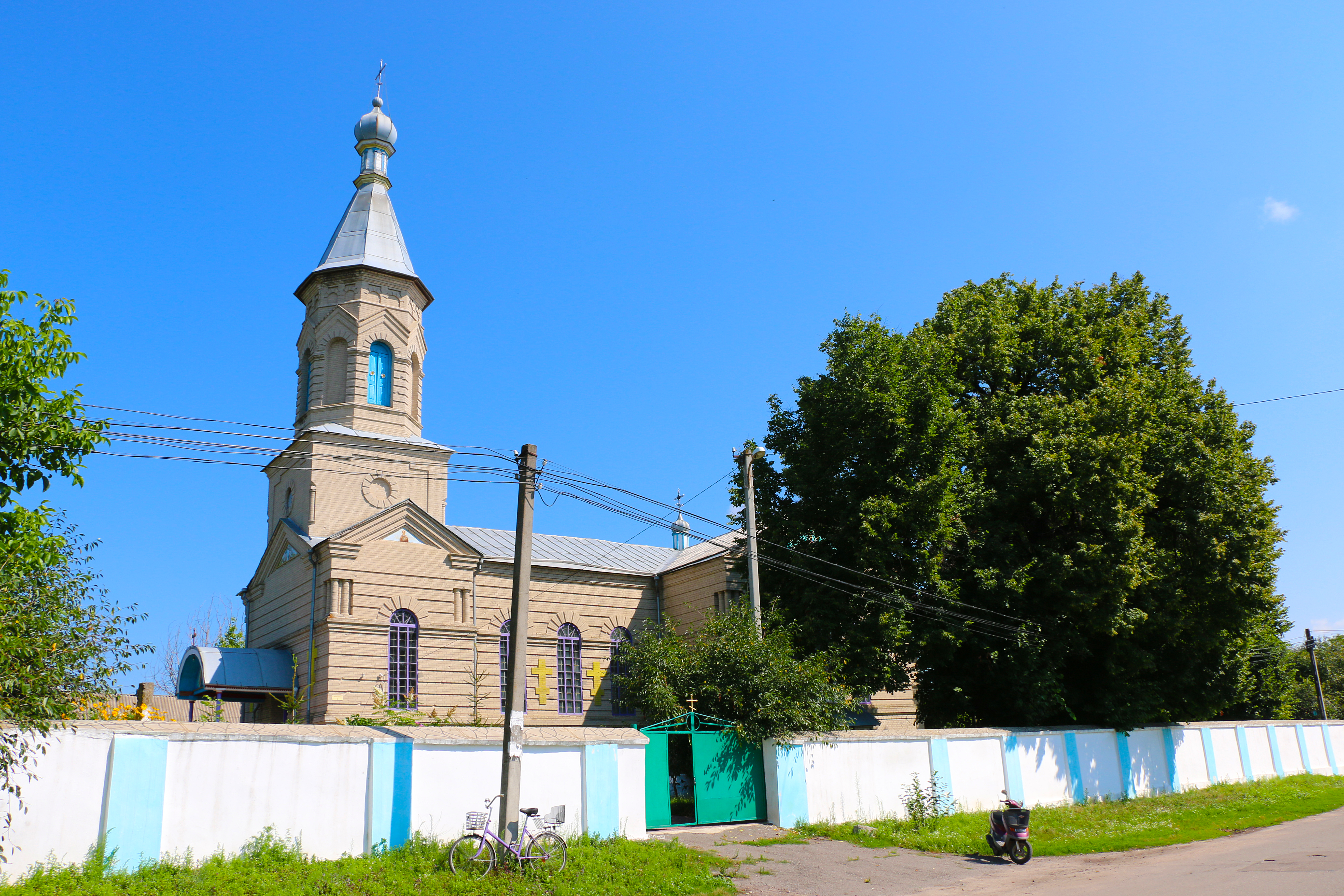
Троїцька церква
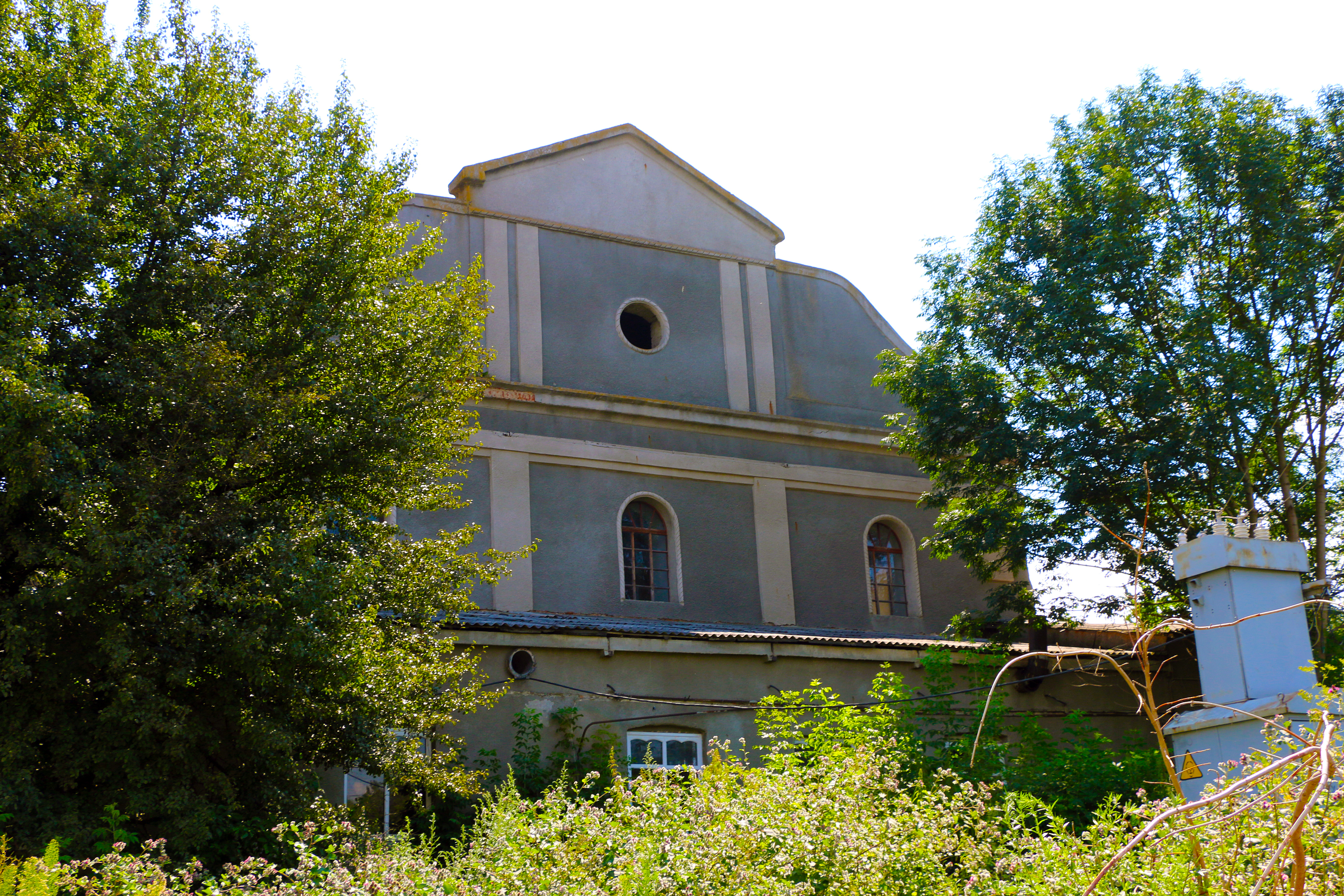
Головна синагога
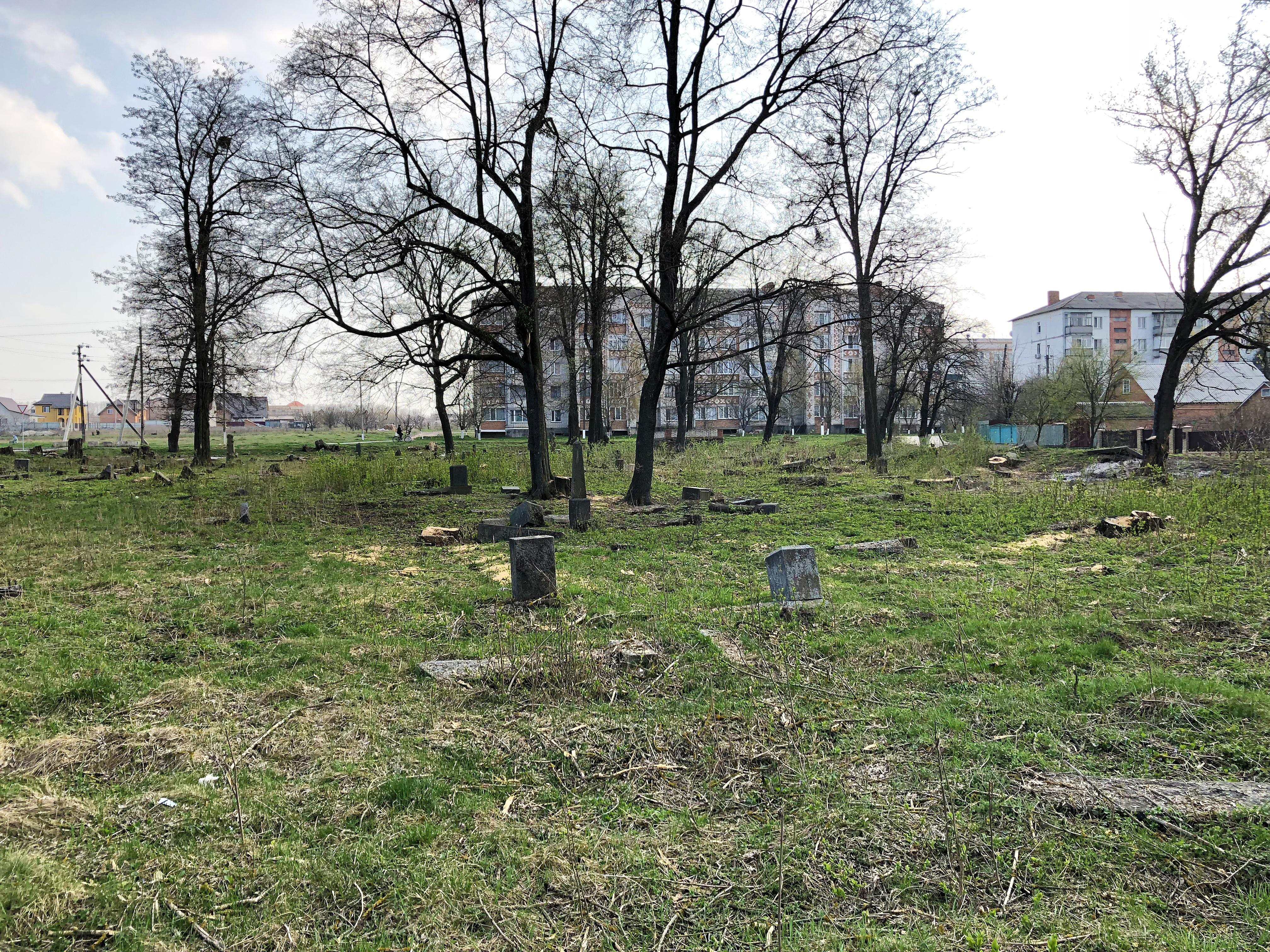
Єврейське кладовище

- Церква Святої Богородиці, збудована у 1773 році. Є однокупольною церквою — одна з найстаріших дерев'яних храмів Правобережної України, збудована у стилі народного (козацького) бароко.
- Свято-Воскресенський собор, 1897 р. — окраса міста. Збудований як благодійний подарунок Іллінцям княгинею Демидовою.
- Будинок купця Манова — споруда у стилі модерн. Зараз школа естетичного виховання.
- Будівля колишнього млина Маримонт. Зараз у запустінні.
- Будинок Народного училища 1881 року. Зараз середня школа № 1.
- Будівля найбільшої синагоги на Вінниччині. XX ст.

## Демографія

### Чисельність
| ▼2193                                  | ▲3479 | ▲4054 | ▲10 563 | ▲11 186 | ▲10 286 | ▲11 388 | ▼11 374 | ▼11 219 | ▼11 095 | ▼10 405 |
| В період з 1959 по 2024 рік (тис. ос.) |       |       |         |         |         |         |         |         |         |         |

### Національний склад
Національний склад населення за даними перепису 2001 року:
| Національність  | Відсоток |
| --------------- | -------- |
| українці        | 96,71%   |
| росіяни         | 2,13%    |
| роми            | 0,28%    |
| молдовани       | 0,14%    |
| білоруси        | 0,14%    |
| поляки          | 0,11%    |
| вірмени         | 0,10%    |
| інші/не вказали | 0.31%    |

### Мовний склад
Рідна мова населення за даними перепису 2001 року:
| Мова            | Чисельність, осіб | Доля   |
| --------------- | ----------------- | ------ |
| Українська      | 10 831            | 97,55% |
| Російська       | 198               | 1,78%  |
| Ромська         | 38                | 0,34%  |
| Білоруська      | 7                 | 0,06%  |
| Вірменська      | 7                 | 0,06%  |
| Румунська       | 7                 | 0,06%  |
| Польська        | 1                 | 0,01%  |
| Болгарська      | 1                 | 0,01%  |
| Угорська        | 1                 | 0,01%  |
| Інші/Не вказали | 12                | 0,12%  |
| Разом           | 11 103            | 100%   |

## Стан навколишнього природного середовища

### Відомості щодо забруднення атмосферного повітря
Основну частку у забруднення атмосферного повітря у місті і громаді, вносить транспорт і промисловість: у Іллінецькій міській територіальній громаді, частка викидів від автотранспорту до загального обсягу викидів складає на 2017 рік понад 70% (2,1 тис.т), на 1 км2 території громади припадає 2,3 т викидів забруднюючих речовин, а на одного мешканця - 54,5 кг.

## Сучасний стан
З 1986 року Іллінці — місто районного значення. Має розвинену соціальну сферу: працює лікарня, Будинок культури, три школи, п'ять дитячих садків, школа естетичного виховання, дитячо-юнацька спортивна школа, бібліотеки, державний аграрний коледж.

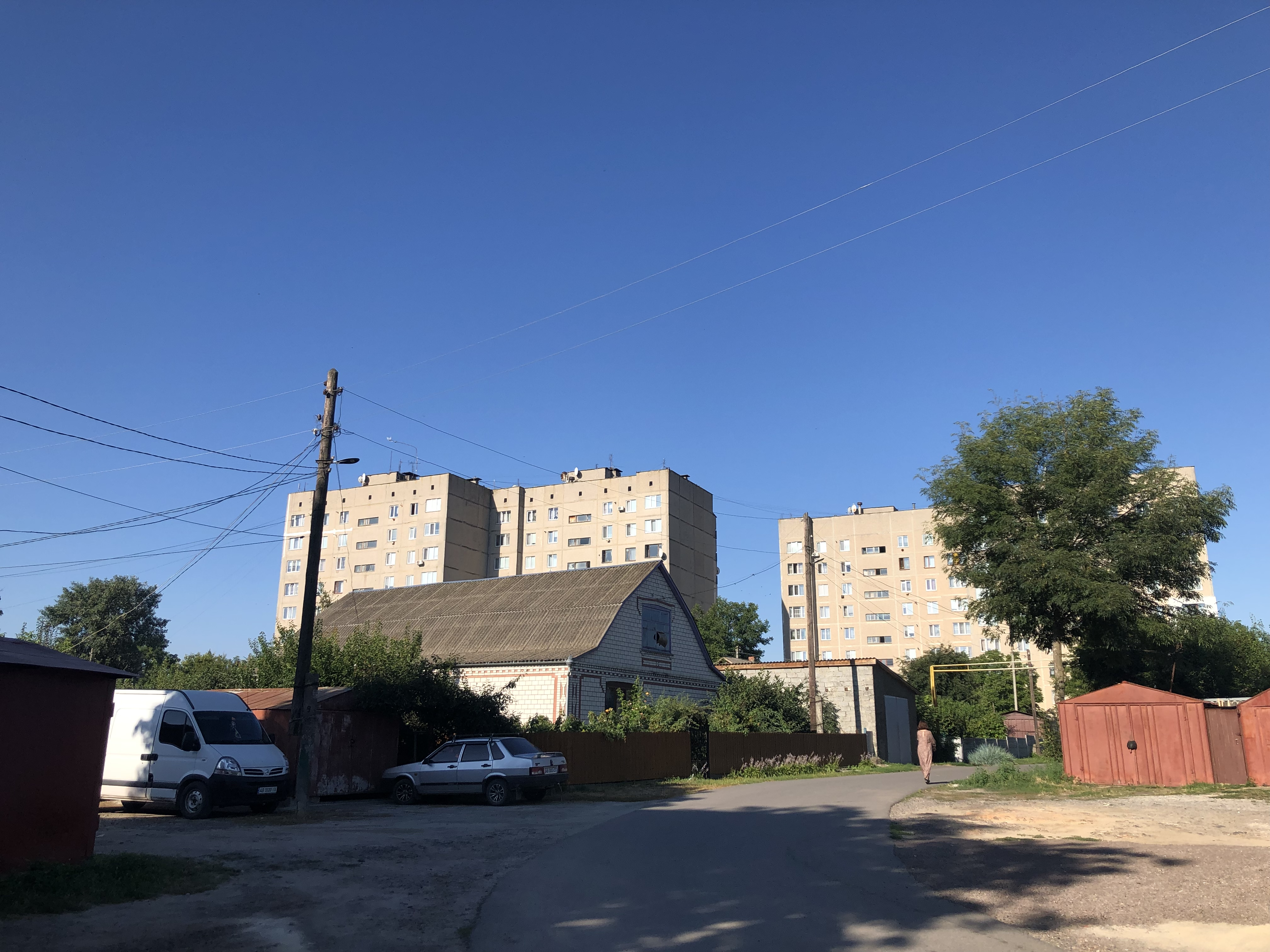
Середмістя. вулиця Зодчих, колишня Пролетарська

1 червня 2016 року була створена Іллінецька міська громада (ОТГ).

## Видатні уродженці
- Северин Ґощинський (1801–1876) — польський громадянський діяч, поет, письменник.
- Щавинський Василь Олександрович (1868–1924) — український хімік-технолог, мистецтвознавець і колекціонер.
- Сойфертіс Леонід Володимирович (1911–1996) — народний художник СРСР.
- Захарчук Олекса (1929–2013) — український живописець.
- Жураковська Інна Олександрівна (* 1956) — українська вершниця. Учасниця Олімпійських ігор-1992.
- Якубінський Владислав Вікторович (1987—2022) — майор Збройних сил України, учасник російсько-української війни.

### Видатні мешканці міста
- Багнюк Олександр Олександрович — майор, заступник командира 3-го механізованого батальйону з озброєння 72-ї окремої механізованої бригади (Біла Церква). Загинув у бою на передовій від осколкового поранення в районі Старобешеве — Волноваха (Донецька область) під час танкової атаки російських агресорів
- Ямковий Максим Сергійович — Лейтенант, командир 2 танкового взводу 2 танкової роти 36 ОБрМП ВМС ЗС України, учасник російсько-української війни, що загинув під час російського вторгнення в Україну. Загинув 27 лютого 2022 року при виконанні бойового завдання поблизу с. Павлополя Маріупольського району Донецької області. Максим був похований у братській могилі під Маріуполем. В умовах обміну тіл, по встановленою ДНК експертизи, був похований 6 жовтня 2022 року в своєму місті. Черзі пів року після загибелі, змогли поховати вдома. Нагороджений орденом Данила Галицького (2022, посмертно)
- Якубінський Владислав Вікторович (1987—2022) — майор Збройних сил України, учасник російсько-української війни.

## Економіка
Іллінці — здебільшого промислове місто з розвинутою сферою послуг.
З промпідприємств на території міста функціонують:

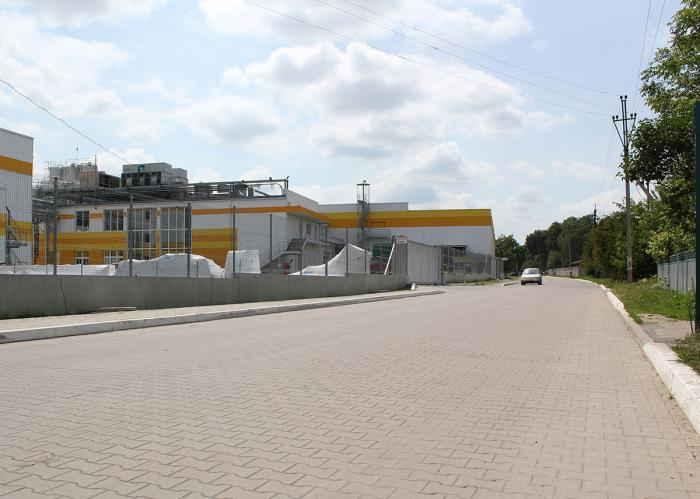
Молокозавод «Люстдорф»

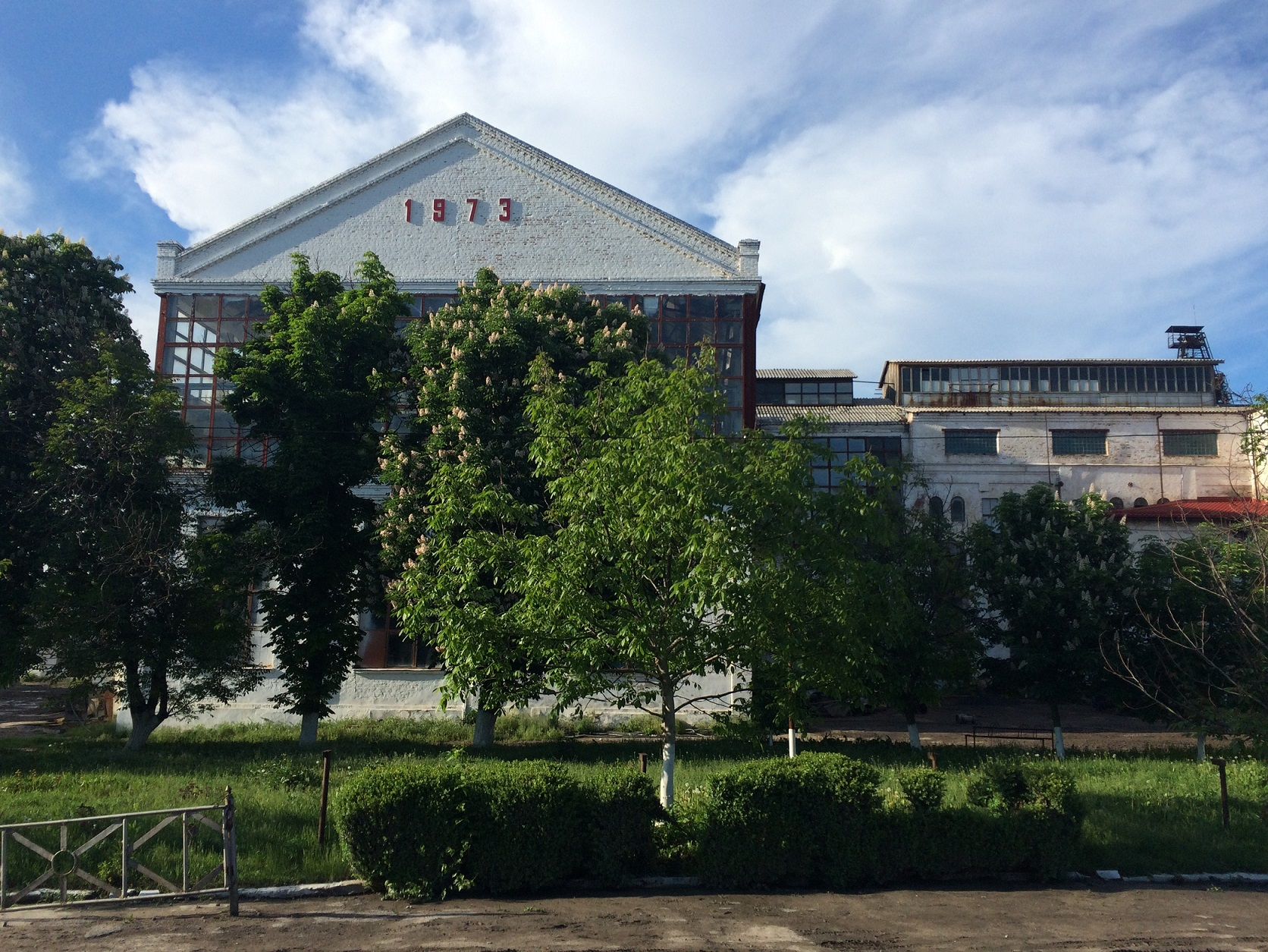
Іллінецький цукровий завод

- ТОВ «Люстдорф» монополіст у виробництві Т-молока в Україні;[10] — вул. Коцюбинського, 1
- ТОВ «Іллінецький цукровий завод»; — вул. Європейська, 1
- ТОВ «Іллінцібудматеріали» - Іллінецький цегельний завод; — вул. Соборна, 160
- Компанія Шефф-Групп - багатопрофільне підприємство з виробництва металоконструкцій і машинобудування; — вул. вул. Івана Гонти, 1'
- ТОВ «Ремсільмаш»; — вул. вул. Вільшанська, 50
- Підприємство групи «Укртехнофос» колишній Агрохім
- КП «Іллінціхліб»; — пров. Волонтерів, 2
- Україно-швейцарське підприємство «Технолан»
- Державне підприємство «Іллінецьке лісове господарство»; — пров. Студентський, 1
- Підприємство по виготовленню меблів; — вул. Богдана Хмельницького, 7
- Іллінецьке відділення Липовецької філії ПрАТ Зернопродукт МХП; — вул. Соборна, 165
- Рибопереробне підприємство «Мореман»; вул. Богдана Хмельницького, 5
- Підприємство «Кремінь»; — вул. вул. Івана Гонти, 6
- будівельні організації та транспортні підприємства.
- Комунальне підприємство «Добробут», що спеціалізується на переробці відходів[11], а також виготовленні плитки з поліетилену[12].
- Низка малих приватних підприємств.

## Преса
«Трудова слава» — приватна газета, редактор зареєстрований приватний підприємець.
З 2004 року друкується газета приватних оголошень «Партнер» приватної форми власності.

## Міста-побратими
| Місто   | Країна                      | Дата угоди      |
| ------- | --------------------------- | --------------- |
| Влощова | Польща                      | 23 серпня 2005  |
| Єдинець | Молдова                     | 13 вересня 2013 |
| Сміжани | Словаччина                  | 5 травня 2017   |
| Чугуїв  | Харківська область, Україна | 25 грудня 2024  |

## Проблеми
- В Іллінцях в аварійному стані функціонують очисні споруди.
- У багатоповерхових будинках не працюють ліфти[13].